# Kraftwerk Kaeng Khoi
Das Kraftwerk Kaeng Khoi ist ein GuD-Kraftwerk im Landkreis Kaeng Khoi, Provinz Saraburi, Thailand.
Die installierte Leistung des Kraftwerks wird mit 1400 (bzw. 1468 oder 1620) MW angegeben. Der Auftrag zum Bau des Kraftwerks wurde im Dezember 2004 vergeben. Es ging im Mai 2007 mit dem ersten Block in Betrieb; Block 2 folgte im März 2008. Das Kraftwerk ist im Besitz von Gulf Power Generation Company Limited (GPG) und wird auch von GPG betrieben. GPG ist ein Joint Venture von Electricity Generating Public Company Limited (EGCO Group; 50 %) und J-Power (49 %).

## Kraftwerksblöcke
Das Kraftwerk besteht aus zwei Blöcken. Die folgende Tabelle gibt einen Überblick:
| Block | Einheit | Max. Leistung (MW) | Betriebsbeginn | Turbine | Generator | Dampfkessel |
| ----- | ------- | ------------------ | -------------- | ------- | --------- | ----------- |
| 1     | 1       | 280                | 2007           | Alstom  | Alstom    | Alstom      |
|       | 2       | 280                | 2007           | Alstom  | Alstom    | Alstom      |
|       | 3       | 250                | 2007           | Alstom  | Alstom    |             |
| 2     | 1       | 280                | 2008           | Alstom  | Alstom    | Alstom      |
|       | 2       | 280                | 2008           | Alstom  | Alstom    | Alstom      |
|       | 3       | 250                | 2008           | Alstom  | Alstom    |             |

Die beiden Blöcke bestehen jeweils aus zwei Gasturbinen sowie einer nachgeschalteten Dampfturbine. An beide Gasturbinen ist jeweils ein Abhitzedampferzeuger angeschlossen; die Abhitzedampferzeuger versorgen dann die Dampfturbine. Die installierte Leistung der beiden Blöcke wird mit jeweils 734 (bzw. 810) MW angegeben.

## Sonstiges
Die Kosten des Projekts werden mit 700 (oder 800) Mio. USD bzw. 36,1 Mrd. Baht angegeben.